# Liste des réalisations par l'architecte Émile Deshayes (1875-1946)

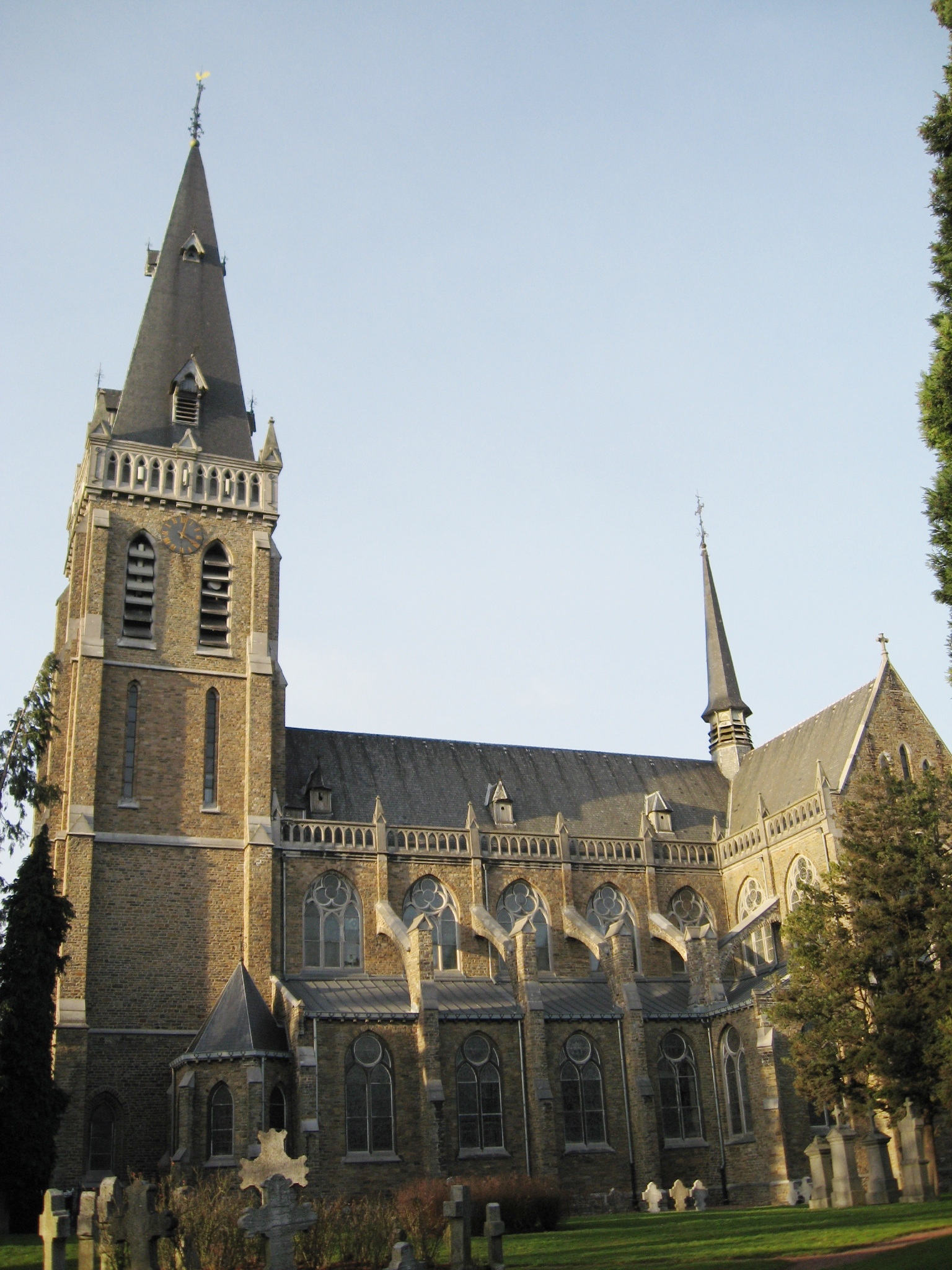
L’église Saint-Hubert d'Aubel

Parmi les travaux les plus importants réalisés à Liège et dans sa région par l'architecte et dessinateur Émile Deshayes, on peut citer :
- 1906 : Rue Herman Reuleaux, no 52, à Liège (maison familiale de l'architecte)
- 1907 : Maison Servais, rue Montagne de Bueren, Liège
- 1907 : Villa La Bruyère, Trooz
- 1909 : École d'armurerie, à Blégny
- 1910 : Église Saint-Hubert, à Aubel
- 1910 : Église du Sacré-Cœur, à Robermont (Liège)
- 1910 : Villa Grignard, à Aubin-Neufchâteau
- 1910 : Chapelle de Gensterbloem (Hombourg)
- 1912 : Maison Paulus, rue des Croisiers, Liège
- 1915 : Monument commémoratif de la Grande Guerre, à Blégny
- 1920 : Château Winerotte à Warsage
- 1920 : Monument commémoratif de la Grande Guerre, à Bassenge
- 1920 : Église Sainte-Gertrude, à Blégny
- 1921 : Monument aux Morts, à Mortier
- 1923 : Hôtel du Pont, avenue du Pont, à Visé
- 1924 : Hôtel des Postes, place Reine Astrid, à Visé
- 1925 : Maison communale de Blégny
- 1926 : Maison Gennon, rue Hennet, no 2, à Liège
- 1929 : Maison Jules Douffet, quai des Ardennes, no 64, à Liège
- 1930 : Palais des Ministères belges (secteur Nord). Exposition internationale de 1930, Liège
- 1934 : Flèche de l'abbatiale du Val-Dieu
- 1935 : Chapelle du couvent d'Elvaux (Herve)
- 1936 : Église Saint-Jean-Marie Vianney, à Chênée-Thiers (Liège)
- 1938 : Manoir des Champs Montants, Lierneux
- 1941 : Villa de Spirlet, Quarreux-Aywaille
- Écoles moyennes filles et garçons, à Visé
- Hôtel Adolphe Regout, avenue Rogier, à Liège
- Maison Laloux, rue de la Bonne fortune, no 124 - 132, à Liège
- Maison Verhaeghe de Naeyer, Priesmont
- Maison van Zuylen, Grand-Halleux
- Magasin de la FN, boulevard de la Sauvenière, à Liège
- Villa Raskin, Streupas (Angleur)
- Villa du Roy, Westende
- Villa « The Crossway », Spaloumont, Spa
- Villa Rogister, Stoumont

Restaurations d’édifices religieux ou historiques :
- 1907 : Église de Saint-Georges-sur-Meuse
- 1910 : Église Notre-Dame, à Momalle (nouvel autel majeur)
- 1911 : Église de l'abbaye du Val-Dieu, à Aubel
- 1914 : Église de Lamine
- 1919 : Château de Grimonster, Ferrières
- 1920 : Église Saint-Laurent, à Neufchâteau (Dalhem)
- 1922 : Château de Nethen
- 1923 : Église Saint-Amand, à Wezeren
- 1925 : Église Sainte-Aldegonde, à Recht (nef voûtée d'ogives avec chœur polygonal en style néogothique)
- 1925 : Église de Villers-lez-Heest (nouvelle flèche)
- 1926 : Chapelle Saint-Nicolas, à Hallembaye-Haccourt
- 1926 : Église Saint-Lambert, à Lixhe-Visé
- 1928 : Église Saint-Hadelin, à Lamine (transept et chœur)
- 1929 : Église Saint-Barbe, à Clermont-sous-Huy (nouvelle nef)
- 1937 : Église Saint-Martin, à Fize-le-Marsal
- 1939 : Église Saint-Maurice de Bleret (Waremme)
- 1941 : Château de Sovet, Ciney
- Château d'Argenteau, Hermalle-sous-Argenteau
- Château d'Ahin
- Château de Colonster
- Château de « La Pasture », Thuin
- Église de Boncelles, Seraing (détruite en 1914)
- Église de Wezeren, Landen
- Église de Zolder
- Maison communale de Dalhem
- Maison communale de Petit-Thier, Vielsalm